# Suarius yasumatsui
Suarius yasumatsui är en insektsart som först beskrevs av Shinji Kuwayama 1962.  Suarius yasumatsui ingår i släktet Suarius och familjen guldögonsländor. Inga underarter finns listade i Catalogue of Life.